# United Progressive Alliance
Die United Progressive Alliance (UPA, englisch „Vereinigte Fortschrittliche Allianz“) ist ein Parteienbündnis in Indien, das die mit der indischen Kongresspartei verbündeten Parteien umfasst. Politisch sind diese Parteien im gemäßigten bzw. eher linksgerichteten politischen Spektrum angesiedelt. Einige vertreten regionalistische oder Partikularinteressen (z. B. Muslim-Parteien).
Die Allianz wurde nach der für die UPA-Parteien überwiegend erfolgreich verlaufenen Parlamentswahl in Indien 2004 gegründet, zum Teil auch als Gegenreaktion gegen die 1998 gegründete Parteienkoalition der National Democratic Alliance unter Führung der Bharatiya Janata Party (BJP).
In den Jahren 2004 bis 2014 wurde Indien von Koalitionsregierungen der UPA unter Premierminister Manmohan Singh regiert (Kabinett Manmohan Singh I 2004–2009 und Kabinett Manmohan Singh II 2009–2014).
UPA-Vorsitzende ist seit 2004 die Vorsitzende der Kongresspartei, Sonia Gandhi.
Die folgende Tabelle listet die wichtigsten Mitgliedsparteien der UPA auf. Weitere nicht aufgeführte kleine Regionalparteien sind bzw. waren ebenfalls Mitglieder der UPA. Schon vor der für die Kongresspartei so desaströs verlaufenen Parlamentswahl 2014 war die UPA ziemlich zusammengeschrumpft. Nach der Wahl verließen fast alle noch verbliebenen größeren Parteien die UPA.
| Partei                                      | Kürzel | Mitglied der UPA     |
| ------------------------------------------- | ------ | -------------------- |
| Indischer Nationalkongress                  | INC    | 2004–                |
| Indian Union Muslim League                  | IUML   | 2004–                |
| Nationalist Congress Party                  | NCP    | 2004–2014            |
| Jharkhand Mukti Morcha                      | JMM    | 2004–2014            |
| Rashtriya Janata Dal                        | RJD    | 2004–2009, 2014 (?)– |
| Telangana Rashtra Samithi                   | TRS    | 2004–2006            |
| Marumalarchi Dravida Munnetra Kazhagam      | MDMK   | 2004–2007            |
| Pattali Makkal Katchi                       | PMK    | 2004–2009            |
| Lok Janshakti Party                         | LJP    | 2004–2009            |
| Jammu and Kashmir People’s Democratic Party | JKPDP  | 2004–2009            |
| Jammu & Kashmir National Conference         | JKNC   | 2009–2014            |
| All India Trinamool Congress                | AITC   | 2004–2012            |
| All India Majlis-e-Ittehadul Muslimeen      | AIMIM  | 2004–2012            |
| Jharkhand Vikas Morcha                      | JVM    | 2004–2012            |
| Dravida Munnetra Kazhagam                   | DMK    | 2004–2013            |
| Rashtriya Lok Samta Party                   | RLSP   | seit 2018            |

2023 entstand als Wahlbündnis die Parteien-Allianz Indian National Developmental Inclusive Alliance, abgekürzt I.N.D.I.A. oder INDIA. Diese Allianz hat erneut das Ziel, als Opposition der BJP bei den Wahlen im Jahr 2024 die Kräfte zu bündeln.